# Fleckenmilbe
Die Fleckenmilbe (Panisus michaeli) ist ein Vertreter der Süßwassermilben (Hydrachnellae).
Die Fleckenmilbe ist auffällig rot gefärbt. Ihr Körper ist durch Chitinflächen fleckig gezeichnet, das namensgebende Merkmal der Art. Die Augen stehen sehr weit entfernt voneinander. Die Palpen sind recht lang und bilden an ihrem Ende eine kleine Schere. Die Beinglieder weisen kräftige Dornen auf.
Die Fleckenmilbe lebt vornehmlich in Quellen, Moospolstern und Schlamm und ist besonders im Herbst und im Winter zahlreich.